# Дуды (Гродненская область)
Дуды (бел. Ду́ды) — деревня в Белоруссии, в Моринском сельсовете Ивьевского района Гродненской области. Население 109 человек (1999).

## География
Деревня расположена в 6 км к юго-востоку от города Ивье. Рядом с деревней проходит автомагистраль М6 Минск — Гродно. В 1999 году Дуды насчитывали 109 жителей.

## История
Первое письменное упоминание о Дудах датируется XVI веком. Согласно административно-территориальной реформе середины XVI века поселение вошло в состав Ошмянского повета Виленского воеводства. В 1608 году здесь был образован католический приход, в то же время на средства тогдашних владельцев из рода Ходкевичей здесь был построен деревянный костёл.
В 1653 году имение перешло к Теодору Денгофу, а в 1665 к Яну Казимиру Горбачевскому, речицкому стольнику. Состоянием на 1690 в селе было 14 домов.
С 1709 года Дуды находились во владении Мартиана Воловича, маршалка великого литовского, потом Замойских, Пацов, Буйницких и Зеньковичей. В 1772 в Дудах был построен новый деревянный католический храм, сохранившийся до наших дней. В 1789 поселение получило статус местечка.
В результате третьего раздела Речи Посполитой (1795) Дуды оказались в составе Российской империи, в Ошмянском уезде. В 1866 году село насчитывало 12 дворов. В 1885 году здесь была богадельня, кузница, два трактира, магазин. В 1897 году в Дудах было 39 дворов, но в том же году случился пожар, уничтоживший большую часть деревни.
Согласно Рижскому мирному договору (1921) Дуды оказались в составе межвоенной Польской Республики, где были в составе сначала Воложинского, а затем Лидского поветов Новогрудского воеводства. В это время здесь был 41 двор.
В 1939 году Дуды вошли в состав БССР, в 1999 году в деревне было 46 дворов и 109 жителей.

## Достопримечательности
- Католический храм Рождества Девы Марии, 1772 год.

## Галерея
- Католический храм Рождества Девы Марии
- Католический храм Рождества Девы Марии
- Католический храм Рождества Девы Марии